# Coslogeni, Călărași
Coslogeni este un sat în comuna Dichiseni din județul Călărași, Muntenia, România.

## Descriere
Lângă sat se află o veche cruce din piatră numită "Crucea de leac", similară celei de la Mânăstirea Dervent de lângă Ostrov, unde în fiecare an de Izvorul Tămăduirii (prima vineri de după Paști) se oficiază slujbe religioase. Apa Izvorului de leac este captată într-o fântână. În vecinătatea acesteia a început în urmă cu câțiva ani construirea unei mânăstiri...finalizata in 2003,
manastirea Sfanta Cruce este fructul unei reverberatii ideatice,planuita in anii 1995 1996 de catre preotul paroh Tilita Gheorghe,Domnul Stan Gheorghe si un arhitect calarasean. De un deosebit interes spiritual, "polul" Coslogeni are în apropiere și mănăstirile RADU NEGRU și LIBERTATEA, prima înființată în biserica veche a satului Radu Negru, strămutat din cauza repetatelor inundații, iar ultima înființată în vechea biserică a satului Libertatea (numit inițial Brătianu), sat înființat în 1898 de Ion Bratianu prin exproprierea cîtorva boieri și a improprietăririi unor familii de țărani veniți din toate colțurile țării  (Ardeal, Olt, Brăila, Neamț etc.) și desființat de comuniști după cca. 100 ani. Satul Coslogeni se află între două comune, Roseți și Dichiseni.